# Dhulikhed (Old), Indi
Dhulikhed (Old) là một làng thuộc tehsil Indi, huyện Bijapur, bang Karnataka, Ấn Độ.